# Aníbal Marañón

Aníbal Marañón nació el 30 de mayo de 1926 en Guayaquil-Ecuador, fue un futbolista ecuatoriano que jugó en los equipos de Emelec, Macará y Everest.

## Carrera
En 1946 fue parte del equipo de Emelec que ganó su primer campeonato de fútbol de la historia; este es el Campeonato Amateur de Guayaquil.   En los albores del profesionalismo (1951) jugó en el Everest al lado de Marcos Spencer, Gerardo Layedra, Homero Cruz, Isidro Matute, y Eduardo “Bomba atómica” Guzmán.
En 1957 jugó por Macará de Ambato, siendo considerado uno de los forjadores de la idolatría de este equipo en la provincia del Tungurahua.

## Selección
Fue seleccionado de la Provincia de Tungurahua, con la cual obtuvo Campeonato Nacional amateur de 1949.  El título de campeón de este torneo fue compartido entre Tungurahua y Guayas.

## Clubes
| Club    | País    | Año       |
| ------- | ------- | --------- |
| Macará  | Ecuador | 1942-1945 |
| Emelec  | Ecuador | 1946-1948 |
| Everest | Ecuador | 1951-1954 |
| Macará  | Ecuador | 1957      |

## Palmarés

### Campeonatos locales y nacionales
| Título                      | Club       | País    | Año  |
| --------------------------- | ---------- | ------- | ---- |
| Campeonato de Guayaquil     | Emelec     | Ecuador | 1946 |
| Campeonato de Guayaquil     | Emelec     | Ecuador | 1948 |
| Campeonato Nacional Amateur | Tungurahua | Ecuador | 1949 |